# Zara Schmelen
Zara Schmelen (c. 1793 - 1831) foi uma esposa de um missionário da África do Sul, que nasceu na colónia do Cabo, mas depois se mudou para Namaqualândia. Ela foi a principal tradutora do Novo Testamento da Bíblia para a Língua nama, auxiliada pelo seu marido Heinrich Schmelen.

## Biografia
Zara Schmelen, originalmente Zara Hendrichs, nasceu na cidade de Steinkopf (atualmente parte do Cabo Setentrional da África do Sul) na colónia do Cabo, por volta de 1793. Ela foi batizada pelo missionário alemão Heinrich Schmelen a 6 de fevereiro de 1814, ao lado da sua irmã Leetije, como um dos primeiros quatro membros da sua congregação. Heinrich escreveu sobre as irmãs, dizendo que elas eram descendentes do povo de Namaqualândia (na fronteira com a África do Sul e Namíbia dos dias modernos), e que enquanto Zara praticava como cristã há algum tempo, era uma ocorrência mais recente para Leetije. Ele incentivou os dois a se tornarem assistentes de missão.
Ela mudou-se para Namaqualândia em 1814, ao lado de Heinrich e um grande grupo da sua congregação para estabelecer uma nova missão lá. Depois de o seu servo adoeceu, Heinrich empregou Zara, e eles posteriormente acabaram por se envolver e casar. Zara tinha cerca de 20 anos de idade neste momento, enquanto Heinrich era cerca de 20 anos mais velho. Ao se saber do casamento, Heinrich foi temporariamente suspenso pela London Missionary Society, mas isso foi cancelado depois de ele se defender por correspondência. Zara e Heinrich trabalhariam juntos na tradução do Novo Testamento da Bíblia para o idioma Khoekhoe. Mais tarde, o marido dela tomou crédito pelo trabalho, mas admitiu que ele tinha conhecimento limitado da língua para a qual foi traduzido.
Antes da sua morte, em 1831, Zara e Heinrichs tiveram três filhas e um filho. Um dos seus descendentes, Ursulu Trüper, escreveu mais tarde um livro em 2006 sobre a vida de Zara trabalhando nas missões da África do Sul, intitulado The Invisible Woman: Zara Schmelen, African Mission Assistant at the Cape and in Namaland.